# Девушка и Смерть (поэма)
«Де́вушка и Смерть» — юношеская романтическая поэма-сказка Максима Горького.

## Краткое содержание
Поэма состоит из 7 частей:
1. Разбитый в битве царь встречает по дороге девушку, которая хамит ему в лицо, поскольку он отвлекает её от разговора с возлюбленным. Царь приказывает отдать её в руки Смерти.
2. Смерть в тот день была не в духе.
3. Девушка оправдывается перед Смертью и просит разрешения ещё раз поцеловаться с милым. Смерть ей то разрешает.
4. Смерти снится сон, что её прародители Каин и Иуда ползут по горе и просят пощады у Господа. Архангел Михаил их не пускает, но говорит им, что они будут прощены, когда их простит тот, чья сила может побороть силу Смерти.
5. Проснувшаяся Смерть ждет возвращения девицы, а та не приходит. Смерть напевает песенку.
6. Разозлившаяся Смерть находит спящую девицу на травке в обнимку с юношей. Та просыпается и смело оправдывается.
7. Смерть разрешает ей жить, только с той поры Смерть и Любовь всегда ходят рядом[1].

## История

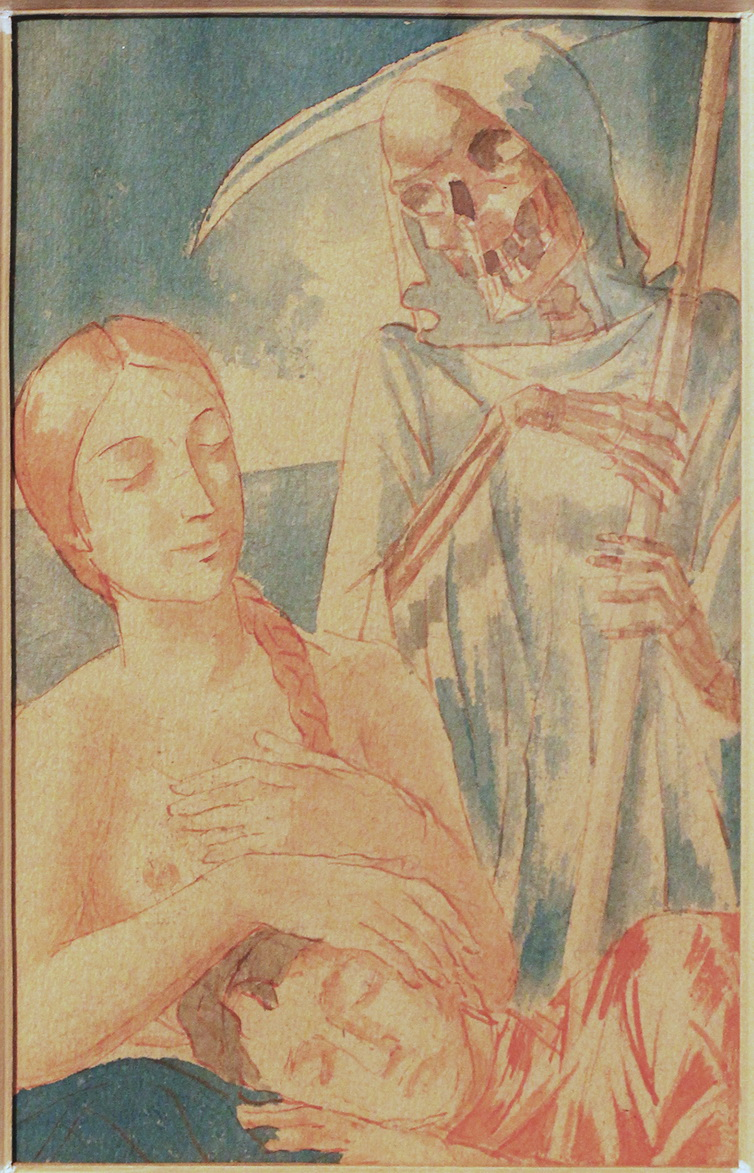
Иллюстрация Кузьмы Петрова-Водкина, 1932

Горький, по собственным словам, написал поэму в 1892 году. Это был тифлисский период его жизни. Тогда он написал целые тетради высокопарных стихов в подражание Байрону, наизусть читал соседям по подвалу «Каина» и «Манфреда». Впоследствии на основе своих стихотворных набросков он и создал поэму.
В том же 1892 году он отослал её в казанскую газету «Волжский вестник», но редактор газеты по фамилии Рейнгардт по цензурным условиям отказался напечатать это произведение. В итоге она была опубликована лишь летом 1917 года в газете «Новая жизнь».
Вошла в сборник рассказов «Ералаш» и во все собрания сочинений. Начиная со сборника «Ералаш», печатается с подзаголовком «сказка».
Биограф и личный знакомый Горького Илья Груздев пишет, что вначале датой создания считался год публикации:

Впервые «Девушка и Смерть» была напечатана в 1917 году, и время её написания не вызывало сомнений. Но в одном из писем ко мне 1926 года Алексей Максимович, рассказывая о начале своего «литературного бытия», сообщил, что он пробовал поместить в газете «Волжский вестник» сказку «Девушка и Смерть». «Рейнгардт, — писал Алексей Максимович, — нашёл её нецензурной». Когда я в 1928 году подготовлял собрание сочинений М. Горького, я запросил о времени написания сказки для определения её места в собрании. «Спешу подтвердить телеграмму, — отвечал Алексей Максимович, — „Девушка и Смерть“ написана в Тифлисе, значит — в 92 году. Напечатал „Д[евушку]. и С[мерть].“ в 15 или 16 г., кажется, в книжке „Ералаш“ и с намерением услышать: что скажут? Никто ничего не сказал».— И. А. Груздев. Горький, 1958
 При этом Груздев добавляет в примечании: «Алексей Максимович здесь неточен: „Девушка и Смерть“ была напечатана в 1917 году в газете „Новая жизнь“, а затем в 1918 году вошла в сборник „Ералаш и другие рассказы“».

### Резолюция Сталина
11 октября 1931 года А. М. Горький в своём особняке Рябушинского (по другим указаниям — на даче) прочел свою сказку посетившим его Сталину и Ворошилову. На последней странице текста сказки товарищ Сталин тогда начертал знаменитую резолюцию:

Эта штука сильнее, чем «Фауст» Гёте (любовь побеждает смерть).— Иосиф Сталин, 11/ Х – 31 г.
Вячеслав Всеволодович Иванов по семейным преданиям пересказывает отрицательное мнение Горького об этом событии: за неделю до отъезда Горького в Италию у него в гостях были Сталин и Ворошилов. Они «…написали свою резолюцию на его сказке „Девушка и смерть“. Мой отец, говоривший об этом эпизоде с Горьким, утверждал решительно, что Горький был оскорблён. Сталин и Ворошилов были пьяны и валяли дурака».

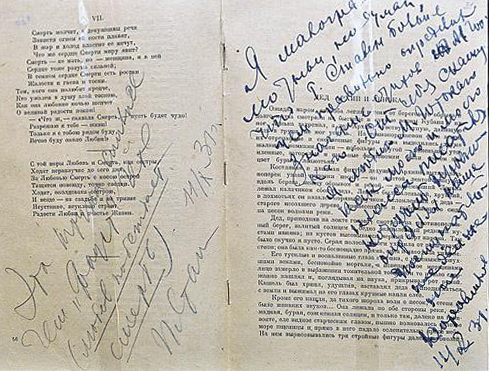
Фотография разворота с выставки

На развороте, напротив автографа Сталина, на первой странице рассказа «Дед Архип и Лёнька», Ворошилов оставил свою надпись: «Я малограмотный, но думаю, что т. Сталин более чем правильно определил значение стихов А. Горького. От себя скажу: я люблю М. Горького как моего и моего класса писателя, который правильно определил наше поступательное движение. — Ворошилов 11/X 31».
Дмитрий Быков в биографическом очерке Горького пишет: «С „Девушкой и смертью“ — единственной сохранившейся поэмой тифлисского периода — вообще вышло забавно: Горький отчего-то питал к ней слабость, как и вообще к своим стихам (вероятно, он так и не простил Ходасевичу честного ответа, что стихи его «никуда не годятся»). Вещь эту он впоследствии читал Сталину и Ворошилову, посетившим его в 1931 году на даче в Горках, и Всеволод Иванов вспоминал, что Горький ему об этом посещении рассказывал тоном глубоко оскорблённого человека: вожди были пьяны, и сталинская карандашная резолюция на первой [на самом деле на последней, Быков ошибается] странице поэмы звучала откровенно издевательски. Кстати, эти слова по рейтингу цитируемости ненамного отстают от горьковских крылатых фраз. 〈…〉 Думаю, Горького оскорбило не только слово „штука“ (впрочем, нашёл кому читать драматическую поэму о любви!), но и сравнение с Гёте, к „Фаусту“ которого наивное сочинение Пешкова не имеет никакого отношения, но выглядит на его фоне совершенно пигмейским. „Штука посильнее "Фауста" Гёте“ прочно вошла в советский фольклор и поминалась при любом сильном потрясении, как бытовом, так и эстетическом».

## Похвалы и критика
Оценка Сталиным предопределила высказывания советских литературоведов.
В 1940 году Павел Новицкий, желая похвалить Лермонтова, сравнивает его произведения с этой поэмой-сказкой и пишет так: «Юношеские романтические драмы Лермонтова сродни поэтической культуре раннего Горького. Они сродни юношеской экспрессии нашей культуры. Они помогают выработке и победе той „высокой точки зрения“, которая раскрывает всё великолепие нашей действительности и о которой так вдохновенно писал Горький».
В книге 1954 года С. Касторский и С. Балухатый хвалят якобы пролетарский и революционный смысл поэмы: «Ранние произведения — „Девушка и Смерть“, „Старуха Изергиль“, „Песня о Соколе“ — идейно близки друг другу. Каждое из них является гимном героическому настоящему и светлому грядущему. Все они проникнуты идеей утверждения жизни, достойной человека, наполнены призывом к действенной, мужественной борьбе за неё. Эти произведения — манифесты истинного гуманизма и демократизма 〈…〉 буржуазная критика предпочла обойти молчанием поэму, утверждающую победу жизни над смертью. 〈…〉 Девушка, ведущая себя безбоязненно перед деспотом-царем, девушка, которая „стоит пред Смертью смело“, — это символ жизни. В этом образе был воплощен тот исторический оптимизм, который являлся органическим качеством Горького как художника пролетариата. 〈…〉 ярко выразился основной принцип всего горьковского творчества: воспевание смелых и сильных духом борцов во имя жизни и разоблачение тех, кто исковеркал жизнь, поработил человека и продолжает убивать его физическую и духовную силу 〈…〉 воспевание сильной воли и страстного стремления к свободе, противопоставленных обывательской морали, рабьей „философии“ мещанства, с его инертностью, пошлостью, трусостью, боязнью нового».
Также они восхваляют язык любимого произведения Сталина: «…отчетливо обозначился горьковский подход к освоению богатств русского народного творчества. Горький развивает передовые традиции русской литературы XIX века — Пушкина, Лермонтова, Некрасова — решительно выступая и против фольклорной экзотики — распространённого в реакционной литературе эстетского любования фольклором, и против этнографизма, то есть использования фольклора с целью придать произведению местный колорит. Творчески перерабатывая фольклор, Горький усиливает и обогащает народно-поэтические мотивы и образы, заостряя их против враждебных народу социальных форм жизни, против реакционной эстетики. Борясь с реакционной фольклорной романтикой, Горький совершенно по-новому даёт образ Смерти — он снижает, опрощает традиционный образ, переводя его в бытовой, житейский план. Горький изображает Смерть в виде ворчливой, грубоватой старухи, одетой в лапти и простую деревенскую одежду; старуха-смерть любит подремать, грея на солнце старые кости. Рассказ о Каине и Иуде, вставленный в сказку в виде сна Смерти, представляет собою вариант духовного стиха, апокрифического сказания-легенды, близкого к тем сказам горьковской бабушки Акулины Ивановны про Иону, Ивана-воина, дьякона Евстигнея, которые в творчески переработанном виде введены в повесть „Детство“. В духе народной сатирической сказки дан Горьким образ царя; в лице его разоблачаются жестокость, произвол, насилие».
В 1954 году Илья Груздев пишет, что из раннего периода творчества Горького это «наиболее замечательная вещь (…), которую по праву можно назвать поэмой всепобеждающей жизни». В биографии Горького он так характеризует её: «…апофеоз Жизни, могучее, всепобеждающее презрение к Смерти, к Судьбе, тёмным и косным силам старого мира, всё, что так ярко выражено в этой короткой поэме, было как бы прологом ко всему творческому пути Горького, явилось образной программой действий и основой его миропонимания». И. М. Нефёдова в своей книге 1979 года причисляет стихотворение к «талантливым», которые есть у Горького наряду и с более слабыми стихами.
Более современные литературоведы причисляют произведение к романтической линии раннего творчества Горького. В 1994 году В. А. Келдыш пишет: «…впоследствии сам писатель характеризовал их как 〈…〉 „вымыслы“, вносимые в неё художником (статья „О том, как я учился писать“, 1928) 〈…〉 В романтическом сказании и в рассказах об окружающем переплелись реалистическая и интенсивная романтическая образность».
Дмитрий Быков в биографическом очерке «Был ли Горький?» отзывается об этом произведении резко негативно: «…яркое описание Пешкова тифлисского периода: он упоминает его могучую фигуру, грубоватые манеры и движения (заметим, грубоватые нарочито, подчёркнуто, даже на фоне тифлисских низов). При этом он и тогда был удивительным рассказчиком — заслушаешься. Поражал контраст его высокопарных стихов, полных общеромантических штампов, — и устных рассказов, в которых ироничный повествователь усиленно подчёркивал наиболее дикие и отвратительные детали. Впоследствии именно игра на этом контрасте станет фирменным знаком Горького. О стихах, которые он тогда сочинял, некоторое представление даёт чудовищная — кто бы спорил — поэма „Девушка и смерть“, которую он впервые сумел напечатать лишь четверть века спустя, и не по цензурным соображениям, а потому, что такая графомания нигде не могла бы появиться, когда бы её не подкреплял авторитет прославленного горьковского имени 〈…〉 Однако мы на этой поэме остановимся — не только потому, что самому Горькому она была исключительно дорога, но и потому, что других образчиков его байронических мистерий у нас нет».

## Переводы
- Самед Вургун — на азербайджанский язык[10].
- Кушниров, Арон Давидович — на еврейский язык[11]
- Тукташ, Илья Семёнович — на чувашский язык («Хĕрпе вилĕм»)
- Шангитбаев, Куандык Тюлегенович — на казахский язык (1942 год).

## В искусстве

### Музыка
- 1949 год: Дмитрий Васильев-Буглай — одноимённая оратория.
- 1950 год: Герман Галынин — оратория (Государственная премия РСФСР имени М. И. Глинки, 1968; посмертно)
- 1961 год: Виктор Ковалёв — балет «Девушка и Смерть» (Саратовский театр оперы и балета).
- 1970 год: Герман Жуковский — балет
- 1975 год: Микаэл Таривердиев — балет «Девушка и смерть»[12].
- В 1978 году в Одессе во Дворце культуры студентов Политехнического университета была поставлена рок-опера «Девушка и Смерть», композитор Евгений Лапейко. В 2011—2012 годах она была возобновлена[13].

### Мультфильм
- 2002 год: «Подожди, пожалуй», мультфильм по мотивам, с прозаическим изложением.

### Живопись (сцена чтения поэмы)
Существует картина Анатолия Яр-Кравченко «А. М. Горький читает 11 октября 1931 года И. В. Сталину, В. М. Молотову и К. Е. Ворошилову свою сказку „Девушка и смерть“». 1941, масло, холст. 136 x 149 см. За спиной писателя на картине стоит его сын Максим Пешков.
Картина, начатая ещё в 1939 году, завоевала Сталинскую премию II степени, позднее была приобретена Третьяковской галереей. Авторское повторение 1951 года находится в Арт-фонде семьи Филатовых. В ВМДПНИ находится лаковая миниатюра с изображением этой картины (автор: Пучков Пётр Николаевич, инв. КП-33448/5291).
В 1950 году Татьяна Борисовна Мантурова выпустила о картине одноимённую брошюру.
В 1972 году Владимир Иванов создал коллаж по мотивам картины.
В 1993 году Тенгиз Мирзашвили нарисовал карикатуру на эту тему.

### Иллюстрации
- 1932 год: рисунок, выполненный Кузьмой Петровым-Водкиным
- 1938 год: Кузьмин Николай Васильевич[19]
- В 1953—1954 годах Кирилл Кустодиев выполнил серию акварельных эскизов, иллюстрирующих сказку (Астраханская государственная картинная галерея имени П. М. Догадина)[20].
- 1954 год: Игорь Балакин выполнил лаковую коробку в мстерском стиле[21]
- 1954 год: Таранов М. А. выполнил несколько литографий[22]
- 1950-е годы: Елена Гренфельдт
- 1968 год: Николай Домашенко (Иркутский областной художественный музей им. В. П. Сукачёва)[23]
- 1985 год: деревянное панно, автор Пичугин Алексей Гаврилович[24]
- 1985 год: книга, иллюстрированная В. Меньшиковым

### В литературе
Сцена прочтения поэмы выведена в одном из «анекдотов» книги Аркадия Гаврилова «Из жития Максима Горького» (1999).